# イェシド・サラザール
イェシド・アントニオ・ガルシア・サラザール（Yesid Antonio Garcia Salazar、1986年11月2日 - ）は、コロンビアのスクレ県シンセレホ出身のプロ野球選手（投手）。

## 経歴

### プロ入りとパドレス傘下時代
2005年1月にサンディエゴ・パドレスとマイナー契約を結びプロ入り。この年は、傘下ルーキーリーグのベネズエラン・サマーリーグ・パドレスで16試合（うち先発5試合）に登板し、2勝6敗2セーブ、防御率4.66、39奪三振を記録した。
2006年は、傘下ルーキー級のアリゾナリーグ・パドレスで14試合（うち先発8試合）に登板し、4勝3敗、防御率4.25、28奪三振を記録した。
2007年も、傘下ルーキー級のアリゾナリーグ・パドレス、傘下ショートシーズンA級のユージーン・エメラルズ、傘下A級のフォートウェイン・ティンキャップスで計19試合（うち先発2試合）に登板し、3勝0敗、防御率2.45、22奪三振を記録した。
2008年3月28日にパドレスを自由契約となった。

### 独立リーグ時代
2009年は、独立リーグであるノース・アメリカン・リーグのユマ・スコーピオンズと契約を結んだ。このチームには、同じコロンビア出身のエミリアーノ・フルートや、後の第3回WBC予選のコロンビア代表に選出され一緒にプレーするロナルド・ラミレス、クリスチャン・メンドーサ、イスマエル・カストロ、レイナルド・ロドリゲス、ディオベル・アビラらコロンビア人選手が多く所属していた。この年は17試合（うち先発12試合）に登板し、6勝5敗、防御率6.11、63奪三振を記録した。同年限りで退団。

### 独立リーグ退団後
ユマ・スコーピオンズ退団後は、母国コロンビアのリーガ・コロンビアーナ・デ・ベイスボル・プロフェシオナルのトロス・デ・シンセレホでプレーを続けた。
2012年11月には、第3回WBC予選のコロンビア代表に選出された。
2016年3月11日に第4回WBC予選のコロンビア代表に選出されたことが発表され、2大会連続2度目の選出を果たした。

## 詳細情報

### 代表歴
- 2013 ワールド・ベースボール・クラシック・コロンビア代表
- 2017 ワールド・ベースボール・クラシック・コロンビア代表